# Liste der Kulturdenkmale in Dippach (Luxemburg)
In der Liste der Kulturdenkmale in Dippach sind alle Kulturdenkmale der luxemburgischen Gemeinde Dippach aufgeführt (Stand: 26. September 2022).

## Kulturdenkmale nach Ortsteil

### Bettingen an der Mess
| Bild           | Bezeichnung                           | Lage                    | Beschreibung | Stufe | Eingetragen seit   |
| -------------- | ------------------------------------- | ----------------------- | ------------ | ----- | ------------------ |
| Weitere Bilder | Kirche St-Michel                      | rue de l’Église (Karte) |              | PCN   | 29. September 2021 |
| Weitere Bilder | Schloss Bettingen mit Eintrittsportal | rue du Château (Karte)  |              | IS    | 10. Dezember 1982  |

### Dippach
| Bild           | Bezeichnung          | Lage                           | Beschreibung | Stufe | Eingetragen seit  |
| -------------- | -------------------- | ------------------------------ | ------------ | ----- | ----------------- |
| Weitere Bilder | Kirche Ste-Élisabeth | rue Jean-Pierre Kirsch (Karte) |              | PCN   | 29. Dezember 2021 |

### Schuweiler
| Bild           | Bezeichnung             | Lage                        | Beschreibung | Stufe | Eingetragen seit   |
| -------------- | ----------------------- | --------------------------- | --- | ----- | ------------------ |
| Gebäude        | Gebäude                 | 98, route de Longwy (Karte) | | PCN   | 30. April 2010     |
| Pfarrhaus      | Pfarrhaus               | 1, rue des Écoles (Karte)   | | PCN   | 12. Dezember 2010  |
| Weitere Bilder | Mariä-Empfängnis-Kirche | rue des Écoles (Karte)      | | PCN   | 29. September 2021 |
|                | Kirchenausstattung      | (Karte)                     | Kreuzigung, Kreuzabnahme, Schmerzensmann von Albrecht Bouts, Schmerzensmadonna von Albrecht Bouts, Kreuzreliquie, Kelch, Ostensorium der Marguerite de Busbach, Kreuz auf einem Sockel und Madonna mit Kind („Münstermadonna“). | PCN   | 10. Dezember 2021  |

### Sprinkingen
| Bild           | Bezeichnung              | Lage                      | Beschreibung | Stufe | Eingetragen seit   |
| -------------- | ------------------------ | ------------------------- | ------------ | ----- | ------------------ |
| Weitere Bilder | Kirche Mariä Heimsuchung | place de l’Église (Karte) |              | PCN   | 29. September 2021 |

Legende: PCN – Immeubles et objets bénéficiant des effets de classement comme patrimoine culturel national; IS – Immeubles et objets inscrits à l’inventaire supplémentaire

## Quelle
- Liste des immeubles et objets beneficiant d’une protection nationales, Nationales Institut für das gebaute Erbe, Fassung vom 12. September 2022, S. 26 (PDF)

- Karte mit allen Koordinaten:
- OSM |
- WikiMap